# Grutas de Coconá
El monumento natural Grutas de Coconá es un área natural, protegida bajo la denominación de Monumento natural, localizada en el cerro del mismo nombre, a solo 2 km de la ciudad de Teapa, y a 56 km de la ciudad de Villahermosa, capital del estado de Tabasco, México.
Debido a su estructura geológica y a su importancia ecológica y cultural, al ser hogar de muchas especies algunas de ellas muy raras, y ser uno de los últimos reductos de la selva tabasqueña, la zona fue declarada como Monumento Natural el año de 1988, con el propósito de protegerlo del impacto ambiental generado por la actividad humana.
En 1979, durante unas obras de excavación para instalar el sistema de luz y sonido en el interior de la gruta, fueron descubiertos y desenterrados huesos de mamut y de megaterio, los cuales actualmente se encuentran en el Museo Nacional de Antropología e Historia en la Ciudad de México.

## Toponimia
La palabra Coconá proviene del Zoque y significa "Agua Honda".

## Historia
Las grutas fueron descubiertas por Rómulo Calzada Casanova y su hermano Laureano, en 1876. Posteriormente, el 20 de julio de 1892 el reconocido científico, naturalista y botánico José Narciso Rovirosa, se convirtió en el primer hombre en explorar la gruta, ya que organizó una expedición en compañía del propio Rómulo Calzada y un grupo de alumnos del Instituto Juárez. Esta exploración tuvo una duración de cuatro horas y se atribuyó a la cavidad una longitud de 492 m.

## Biodiversidad
A consecuencia del impacto de la actividad humana en el cerro Coconá, y a la notable cercanía del núcleo urbano de la ciudad de Teapa, la flora y fauna de la zona ha sufrido una importante disminución, aunque todavía es posible encontrar diversas especies de importancia.
En el área en cuestión habitan especies de flora y fauna raras y en peligro de extinción, tales como: Smithiantha zebrina, Hristolochia arborea, entre las plantas; además de una especie no identificada de pez ciego que habita en las aguas subterráneas de las Grutas del Cerro Coconá.

### Flora
La zona está cubierta por una densa capa de vegetación perteneciente a la selva alta perennifolia. La flora es predominantemente verde aunque existen plantas como el guayacán de montaña, el marquesote y el palo de asta que son de color. También es posible observar el árbol del pan, palo mulato, ceiba, guayabo y el mango.

### Fauna
Entre las especies que coexisten allí están mamíferos pequeños como el tlacuache, ardillas, murciélago, mapache y tejón; además de un buen número de aves que se refugian en las partes más altas e inaccesibles del cerro, como la aguililla, la chachalaca y el tecolote; así como reptiles y anfibios como el camaleón o sapo minador y la nauyaca.

#### Mamíferos
Entre las especies de mamíferos que coexisten en esta reserva natural, están: el mono aullador (Alouatta palliata), armadillo (Dasypus novemcinctus), y mapache (Procyon), y el cocodrilo de pantano (Cocodrylus moreletti), así como otros mamíferos pequeños como: el tlacuache, ardillas, murciélago, mapache y tejón.

#### Reptiles
En el espacio de la reserva, también existen algunos reptiles y anfibios como: el camaleón o sapo minador y la nauyaca.

#### Aves
Un buen número de aves que se refugian en las partes más altas e inaccesibles del cerro, como la aguililla, la chachalaca y el tecolote.

## Conformación
El área natural protegida se encuentra dividida en tres zonas de manejo: la zona núcleo, la de recuperación y la de uso público, las cuales se dividen a su vez en uno o varios sectores, de acuerdo a sus características particulares.

### Zona núcleo
Esta primera zona comprende terrenos no alterados que constituyen el banco genético de las diversas especies que habitan en la zona y en donde solo se permiten las actividades de investigación. Esta zona, es la más grande de la reserva, al tener una superficie de 362 hectáreas.

### Zona de recuperación
Esta zona incluye áreas parcialmente alteradas, en las que dado el grado de perturbación y capacidad de uso que presentan no se permitirá ningún tipo de actividad humana, excepto la de investigación científica, a fin de recuperar la vegetación original e incorporarla a la zona natural. Esta zona, tiene una extensión de 50 hectáreas, que una vez reacondicionada se integrará a la zona natural o núcleo.

### Zona pública
Esta zona está conformada por 36 hectáreas, y comprende terrenos que por sus características escénicas están destinados a actividades turísticas y recreativas, procurando siempre, que el impacto ecológico de dichas actividades sea el mínimo posible.

## Actividad turística
La actividad turística en la reserva gira en torno a la gruta existente en el cerro, la cual representa el principal atractivo turístico del municipio de Teapa y uno de los atractivos más importantes del estado de Tabasco. La gruta de Coconá fue descubierta en 1876, y exploradas por primera vez en 1892. Cuenta con una longitud de 492 m, una profundidad de 60 m y posee una laguna subterránea y un cenote, así como un espectáculo de luz y sonido. El atractivo principal de la gruta lo constituye un cenote interior en el cual habita una rara especie de peces ciegos.

### Descripción
La gruta de Coconá cuenta con una entrada escalonada y totalmente pavimentada, en el interior se cuenta con un andador pavimentado que facilita el recorrido de los visitantes haciéndolo seguro y cómodo. La gruta cuenta en total con ocho salones que el poéta tabasqueño Carlos Pellicer Cámara, denominó:
- Salón de los fantasmas
- La Catedral sumergída
- Boca de León
- La Calabaza
- Tres Colas de Serpiente
- Cenote de los Peces Ciegos
- Salón del viento y
- La Gran Bóveda Celeste

Estos salones se unen entre sí a través de andadores, en una longitud de quinientos metros, a lo largo de los cuales se pueden observar diferentes figuras que el agua y el tiempo han ido formando en sus paredes, en sus techos y en sus húmedos suelos.
Salón de los fantasmas

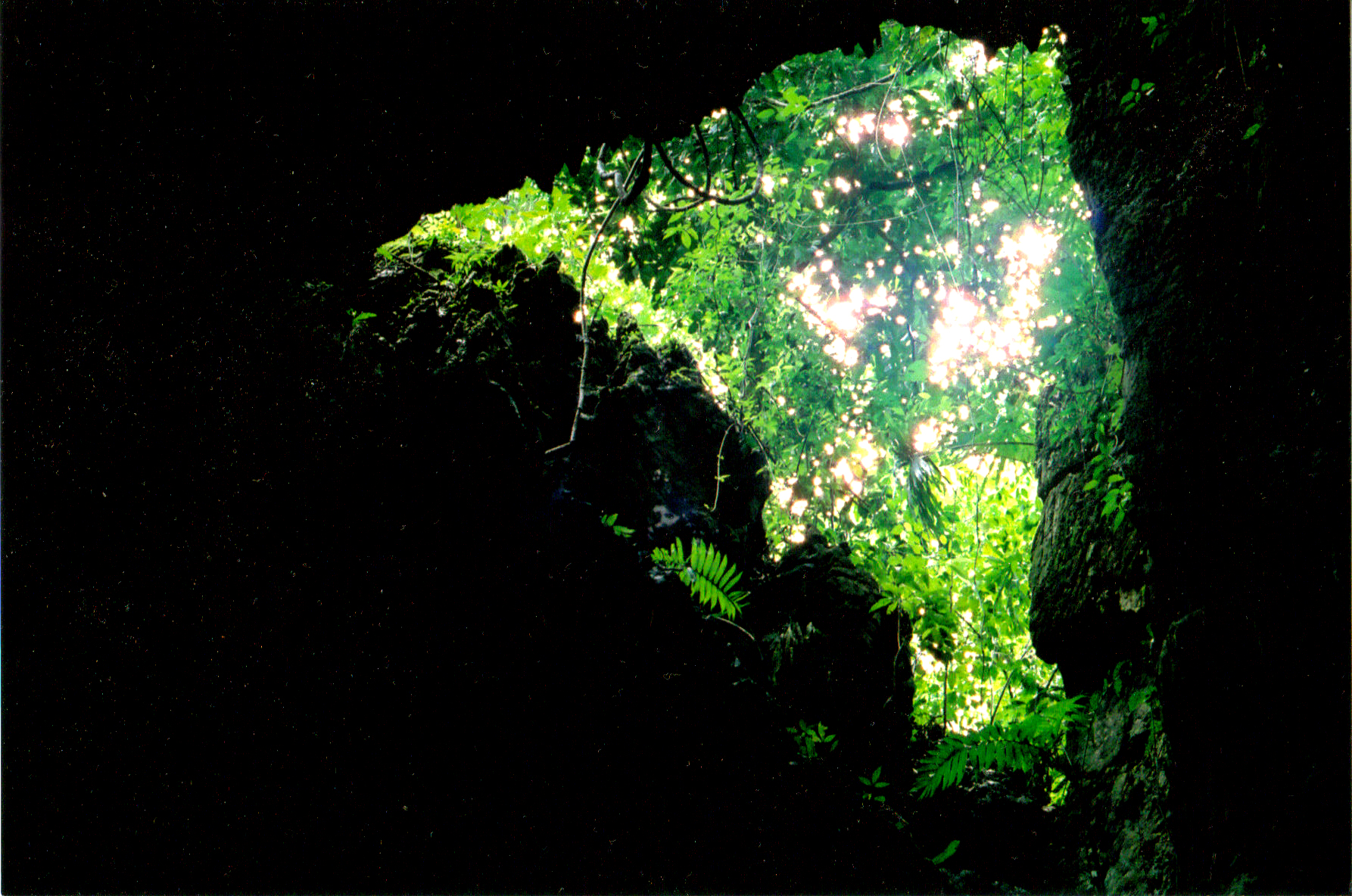
Hundimiento en el salón de los fantasmas.

Este es el primer salón de la gruta, su nombre se debe a imagen que muestran las diversas figuras existentes, formadas por el escurrir del agua a través de la roca a lo largo de millones a años, al contrastar estas con la oscuridad y la luz. Primero está el monje rezando, luego la iguana, la mandíbula de tiburón, la muela del juicio, la familia de King Kong, el racimo de plátano y la rana, entre otras. Posteriormente, se continúa por el andador hasta llegar a un magnífico conjunto de columnas estalactitas y estalagmitas que al resplandor de los reflectores y de la luz natural que entra por un hundimiento en la bóveda adquieren un aspecto fantástico y al mismo tiempo lúgubre y misterioso.
La Catedral sumergída
En este salón es posible apreciar cascadas, cortinajes y columnas pétreas que confieren al recinto un carácter sobrenatural. Con la luz de los reflectores, se ilumina la "Iglesia pequeña con cúpula" y los "Tres reyes magos" quienes van subiendo una montaña.
Boca de León
Este salón se llama así debido a una imagen que asemeja a la boca de un león. Además aquí es posible apreciar otras figuras como: la gallina sin cabeza, la marimba y la roca llorona.
La Calabaza
Este salón debe su nombre a la existencia de una figura en forma de calabaza, una mole de sedimentación calcárea descrita por Rovirosa como "una verdadera maravilla", a cuyo pie se encuentra la llamada "fuente de la juventud", una pileta rebosante de agua cristalina a la que se atribuyen poderes rejuvenecedores, y donde antes las personas se bañaban, algo que actualmente está prohibido.
Tres colas de serpiente
Al recorrer el "pasillo misterioso", se llega a este salón, en donde se aprecia una "serpiente", un gran "elefante", el "pejelagarto", el "cocodrilo que viene bajando", y una espléndida columna de 3.5 m de alto llamada la "zanahoria gigante".
Cenote de los peces ciegos
El atractivo principal de la gruta lo constituye el "Cenote de los peses ciegos". El cenote, de 35 m de profundidad y 25 m de diámetro, es habitado por peces a los que, debido a que no ven nunca la luz, se les ha formado una membrana que cubre sus ojos, por lo que carecen de vista. Se alimentan de lama y han logrado sobrevivir a estas extremas y aisladas condiciones.
Salón del viento
En este pequeño salón es posible admirar una figura de cabeza de tiburón, la "pierna de pavo", el perfil de un indio y la mujer sin cabeza, sin manos ni pies. En 1979, durante unas obras de excavación para instalar el equipo de luz y sonido, fueron desenterrados huesos de mamut y megaterio en este sitio.
La Gran bóveda celeste
De todos los salones, el denominado "La gran bóveda celeste" es el pabellón más grande de las grutas, ya que es una cavidad de 20 metros de alto 30 de ancho y 115 metros de largo. Aquí es posible admirar varias figuras, como El recorrido concluye con la laguna de Coconá,un lago interior de agua transparente y fresca, que está bajo una gran cúpula, y que por las paredes caen en pequeñas cascadas las aguas del arroyo subterráneo, para posteriormente llegar a la imagen de un Cristo.

### Actividades en el exterior
En la parte externa de las grutas hay un parador turístico que cuenta con servicios de restaurante, área de campamento familiar, palapas con asadores, bancas de concreto, juegos infantiles y estacionamiento. En temporada alta, se instala una tirolesa.

### Atractivos cercanos
A 2 km de las grutas, se localiza la ciudad de Teapa, que posee tres iglesias del siglo XVIII, una fuente natural llamada "El Mure" y el Museo arqueológico e histórico José Natividad Correa Toca. A tres kilómetros de Teapa está el balneario y SPA "El Azufre", de aguas termales; cuenta con tres albercas, dos chapoteaderos, dos restaurantes, cincuenta palapas, vestidores, veinte cabañas, para pernoctar, veinte cuartos con aire acondicionado y diez hectáreas de áreas de verde. En este balneario y sus alrededores la vegetación de selva perennifolia y lo accidentado del terreno constituyen un estupendo paisaje.
También, muy cerca se localiza el balneario "Puyacatengo", donde hay lugares para nadar, así como un espléndido paisaje montañoso que lo rodea. Este sitio se localiza a orillas del río Puyacateco.